# Parafia Wniebowzięcia Najświętszej Maryi Panny w Łozinie
Parafia Wniebowzięcia Najświętszej Maryi Panny w Łozinie  znajduje się w dekanacie Trzebnica w archidiecezji wrocławskiej. Jej proboszczem od września 2022 jest ks. dr Zbigniew Stokłosa. Została erygowana w XIV wieku, księgi metrykalne są prowadzone od 1945

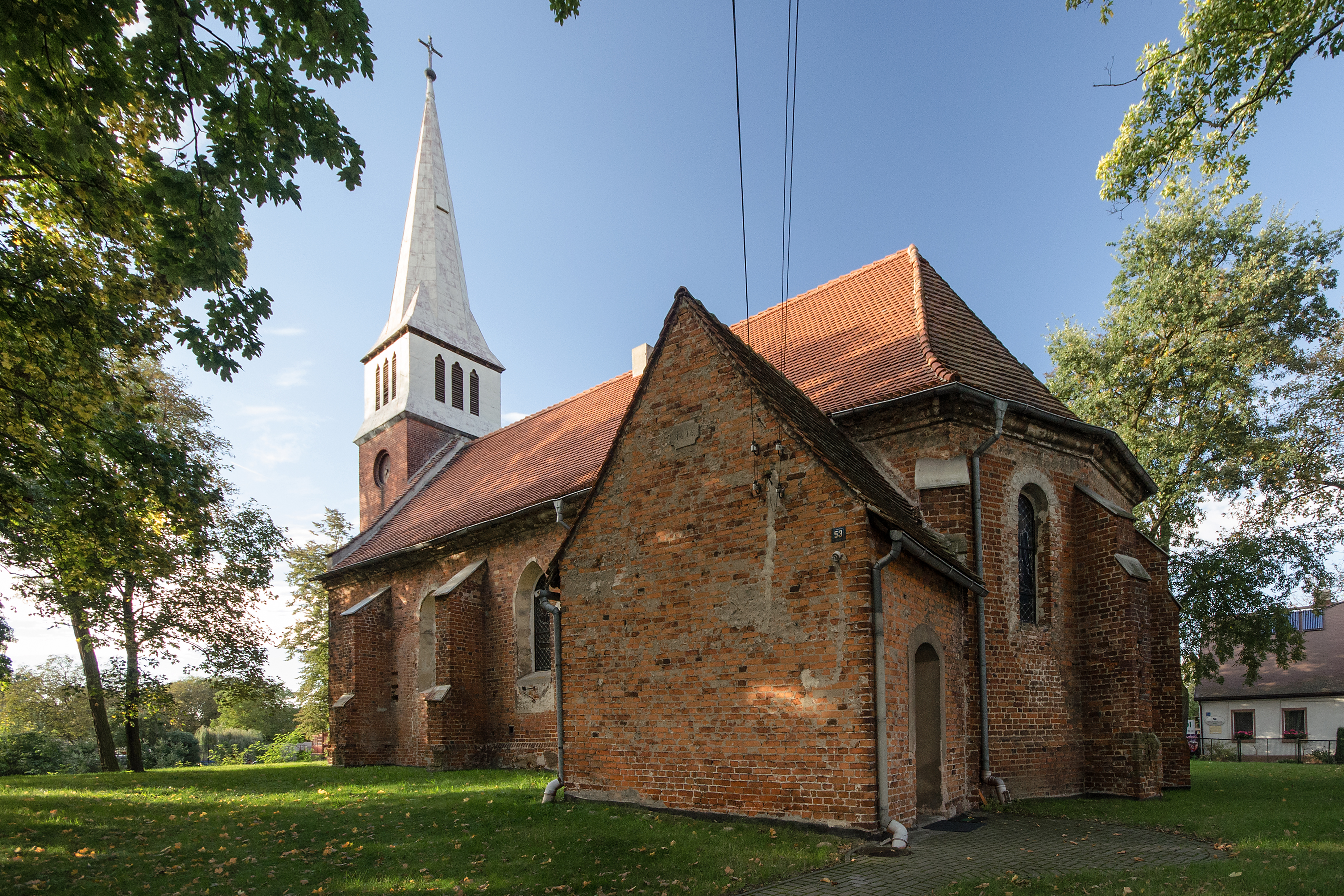
kościół parafialny

## Sanktuarium Matki Bożej Bolesnej Uzdrowienia Chorych
Na terenie parafii mieści się Sanktuarium, w którym jest cudowny obraz Matki Bożej Bolesnej przywieziony z kościoła w Tuligłowach, przywieziony przez przesiedlonych mieszkańców. Obraz został koronowany przed II wojną światową. 

## Proboszczowie
- Ks. dr Zbigniew Stokłosa (od września 2022)[2]
- Ks. mgr Stanisław Babicz (od 2002 do sierpnia 2022)
- Ks. Prałat Edward Szajda (do 2002)

## Zasięg parafii
Do parafii należą wierni z następujących miejscowości: Bąków, Bierzyce, Budziwojowice, Bukowina, Godzieszowa, Kępa, Łosice, Michałowice, Tokary i Zaprężyn.